# Badminton ai XVIII Giochi del Mediterraneo
I tornei di badminton ai XVIII Giochi del Mediterraneo si sono svolti dal 23 al 26 giugno 2018 al Pabellón de El Morell. Sono stati disputati due tornei nel singolare e nel doppio, sia in ambito maschile sia femminile.

## Calendario
Il calendario delle gare è stato il seguente:
| ● | Competizioni | ● | Finali |

| Giugno/Luglio |    |    |    |    |    |    |    |    |    |
| 22            | 23 | 24 | 25 | 26 | 27 | 28 | 29 | 30 | 1º |
|               | ●  | ●  | 2  | 2  |    |    |    |    |    |

## Risultati

### Uomini
| Evento               | Oro                                   | Argento                          | Bronzo                          |
| Singolare (dettagli) | Pablo Abián                           | Lucas Corvée                     | Toma Junior Popov               |
| Doppio (dettagli)    | Francia Bastian Kersaudy Thom Gicquel | Turchia Serdar Koca Serhat Salım | Italia Kevin Strobl Lukas Osele |

### Donne
| Evento               | Oro                                 | Argento                               | Bronzo                           |
| Singolare (dettagli) | Neslihan Yiğit                      | Beatriz Corrales                      | Aliye Demirbağ                   |
| Doppio (dettagli)    | Francia Léa Palermo Delphine Delrue | Turchia Bengisu Erçetin Nazlıcan İnci | Slovenia Lia Šalehar Iza Šalehar |

## Medagliere
| Posizione | Paese    | Oro | Argento | Bronzo | Totale |
| --------- | -------- | --- | ------- | ------ | ------ |
| 1         | Francia  | 2   | 1       | 1      | 4      |
| 2         | Turchia  | 1   | 2       | 1      | 4      |
| 3         | Spagna   | 1   | 1       | 0      | 2      |
| 4         | Italia   | 0   | 0       | 1      | 1      |
| 4         | Slovenia | 0   | 0       | 1      | 1      |
| Totale    | Totale   | 4   | 4       | 4      | 12     |